# Thinner (1996)
Thinner (Brasil: A Maldição ) é um filme produzido nos Estados Unidos em 1996, escrito por Michael McDowell e dirigido por Tom Holland. Baseado no livro intitulado no Brasil de "A Maldição do Cigano" (Thinner) escrito por Stephen King sob o pseudônimo de Richard Bachman em (1984).
A tradução correta do título é “Mais magro”.

## Sinopse
Um advogado gordo e proeminente de uma cidade do Maine, mata por atropelamento uma senhora que casualmente é filha do patriarca de um clã de ciganos. A vingança do velho se resume em uma maldição: Billy Halleck emagrecerá a cada dia, por mais que coma, até se transformar em nada mais que um feixe de ossos.

## Elenco
- Robert John Burke — Billy Halleck
- Joe Mantegna — Richie "The Hammer" Ginelli
- Lucinda Jenney — Heidi Halleck
- Michael Constantine — Tadzu Lempke
- Kari Wührer — Gina Lempke
- Bethany Joy Lenz — Linda Halleck
- Daniel von Bargen — Chief Duncan Hopley
- John Horton — Judge Cary Rossington
- Time Winters — Prosecutor
- Howard Erskine — Judge Phillips
- Terrence Garmey — Bailiff
- Randy Jurgensen — Court Clerk
- Jeff Ware — Max Duggenfield